# Bandiera della Giordania
La bandiera della Giordania è ispirata a quella della rivolta araba contro l'Impero ottomano, durante la prima guerra mondiale. Essa consiste di tre bande orizzontali (dall'alto in basso, nera, bianca e verde) e di un triangolo rosso posto sul lato del pennone, che reca al centro una stella bianca a sette punte. I colori delle bande orizzontali rappresentano i califfati abbaside, omayyade e fatimide. Il triangolo rosso rappresenta la dinastia hashemita e la rivolta araba. La stella a sette punte, che è l'unica caratteristica che contraddistingue la bandiera giordana da quella della rivolta, oltre all'inversione della banda bianca e quella verde, ha un doppio significato: indica i sette versi della prima sūra del Corano ed anche l'unione dei popoli arabi.

## Bandiere storiche

Bandiera della Rivolta araba (1916-1918)
Bandiera del Mandato britannico della Transgiordania (1918-1946)
Bandiera della Transgiordania (1921-1928)
Bandiera della Transgiordania (1928-1939)